# 뿔도마뱀
뿔도마뱀(Horned lizard)은 북아메리카에서 사는 뿔도마뱀속이고 뿔도마뱀과의 일종이다. 흔한 이름은 납작하고 둥근 몸, 그리고 무딘 코를 통해 생겨난 은유이다.
유전자 이름은 "신체 하중"을 의미한다. 큰 개구리과와 두꺼비과 마찬가지로 뿔도마뱀들은 느리게 움직이는 경향이 있어서 그들을 잡기 쉽게 만든다. 이것은 또한 포식자들의 공격을 피할 수도 있다. 그들은 건조지역이나 반건조지역에 적응한다. 도마뱀의 등과 옆구리의 가시는 피부를 통한 수분 손실을 막는 변형된 파충류 비늘로 만들어진 반면, 머리의 뿔은 진짜 뿔이다. 뿔도마뱀 22종 중에서 15종은 미국 토종이다. 가장 크고 널리 분포된 미국 종은 텍사스뿔도마뱀이다.

## 하위 종
- Phrynosoma asio
- Phrynosoma braconnieri
- Phrynosoma cerroense
- Phrynosoma cornutum
- Phrynosoma coronatum
- Phrynosoma ditmarsi
- Phrynosoma douglasii
- Phrynosoma hernandesi
- Phrynosoma mcalli
- Phrynosoma modestum
- Phrynosoma orbiculare
- Phrynosoma platyrhinos
- Phrynosoma sherbrookei
- Phrynosoma solare
- Phrynosoma taurus
- Phrynosoma wigginsi